# Universität Hirosaki

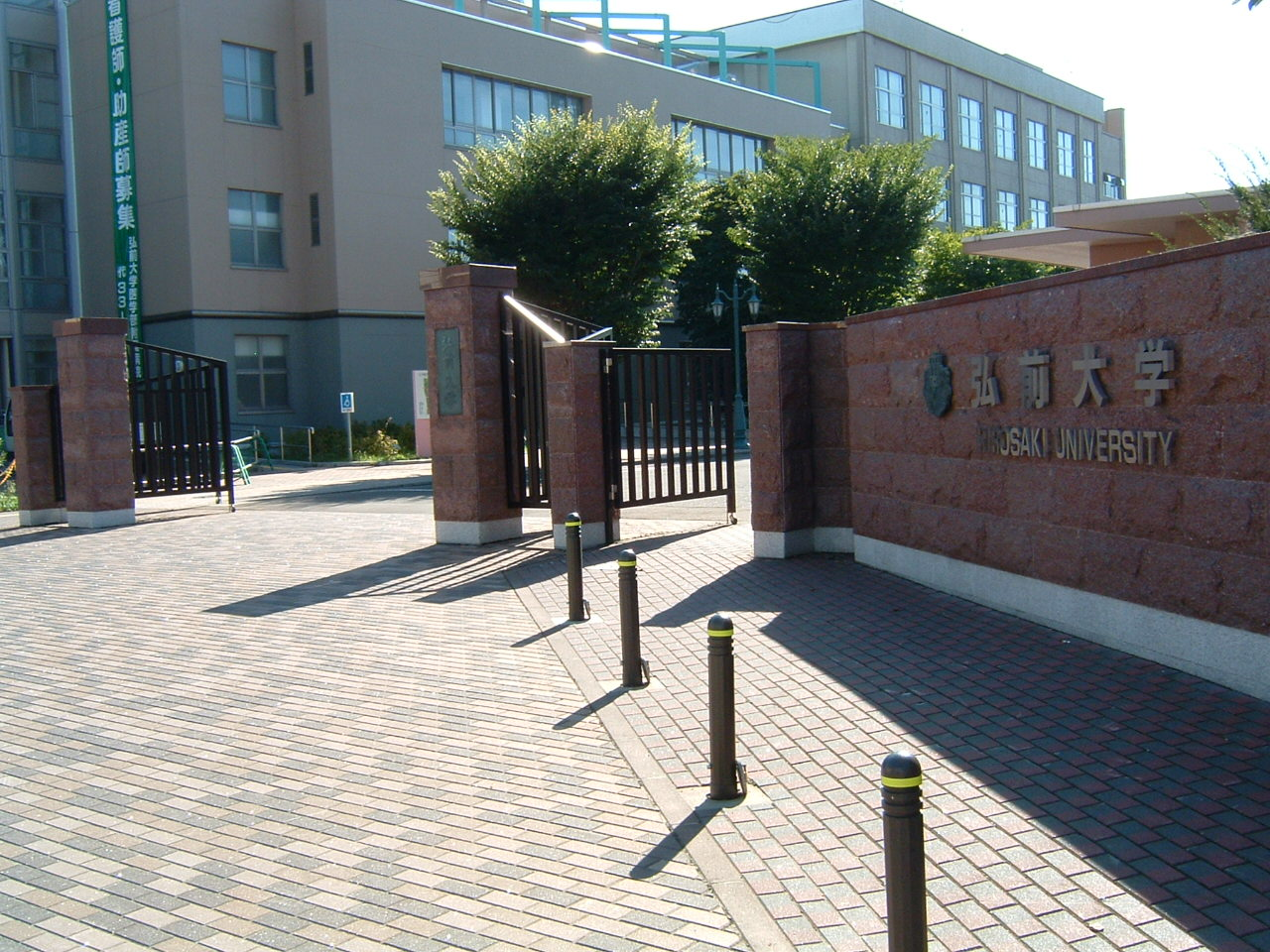
Das Haupttor im Bunkyōchō-Campus

Die Universität Hirosaki (jap. 弘前大学, Hirosaki daigaku, abgekürzt: Hirodai (弘大)) ist eine staatliche Universität in Japan. Der Hauptcampus liegt in Bunkyōchō, Hirosaki in der Präfektur Aomori.

## Geschichte
Die Universität wurde 1949 durch den Zusammenschluss der fünf staatlichen Schulen gegründet: Die Oberschule Hirosaki (弘前高等学校, Hirosaki kōtō gakkō, gegründet 1920), die Normalschule Aomori (青森師範学校, Aomori shihan gakkō, gegründet 1876), die Jugend-Normalschule Aomori (青森青年師範学校, Aomori seinen shihan gakkō in Noheji, gegründet 1931), die Medizinische Hochschule Hirosaki (弘前医科大学, Hirosaki ika daigaku, gegründet 1948) und die Medizinische Fachschule Aomori (青森医学専門学校, Aomori igaku semmon gakkō, gegründet 1944).
Die Oberschule Hirosaki lag in Hirosaki von Anfang zu Ende, und der Hauptteil des heutigen Bunkyōchō-Campus wurde von ihr geerbt (Einer ihrer berühmten Söhne war Dazai Osamu). Die Normalschule Aomori, die Jugend-Normalschule Aomori und die Medizinische Fachschule Aomori lagen in der Stadt Aomori bis 1945, aber die Schulgebäude wurden im Juli des Jahres durch den Pazifikkrieg zerstört. Die Normalschule und die Medizinische Fachschule zogen nach Hirosaki; die Jugend-Normalschule aber zog nach Noheji. Die Medizinische Fachschule entwickelte sich 1948 zur Medizinischen Hochschule Hirosaki.
Zuerst hatte die Universität drei Fakultäten: Geistes- und Naturwissenschaften, Pädagogik und Medizin. 1955 gründete sie die Fakultät für Agrarwissenschaft, die 1997 zur Fakultät für Agrar- und Lebenswissenschaften verändert wurde. 1965 wurde die Fakultät für Geistes- und Naturwissenschaften in zwei Fakultäten geteilt. 1997 entwickelte die Fakultät für Naturwissenschaften sich zur Fakultät für Natur- und Ingenieurwissenschaften.

## Fakultäten
- Bunkyōchō-Campus (40° 35′ 20,9″ N, 140° 28′ 20,9″ OKoordinaten: 40° 35′ 20,9″ N, 140° 28′ 20,9″ O):
  - Fakultät für Geisteswissenschaften
  - Fakultät für Pädagogik
  - Fakultät für Natur- und Ingenieurwissenschaften
  - Fakultät für Agrar- und Lebenswissenschaften
- Honchō-Campus (40° 35′ 56,9″ N, 140° 27′ 52,9″ O):
  - Fakultät für Medizin